# Toczek (biologia)
Toczek (Volvox) – rodzaj zielenicy z rodziny toczkowatych (Volvocaceae). Występuje w wodach słodkich. Pojedyncza komórka toczka ma dwie wici i jeden chloroplast (jest podobna do jednokomórkowego Chlamydomonas).
Organizmy zaliczane do tego rodzaju tworzą cenobia – kuliste kolonie o wielkości 2–3 mm, otoczone galaretowatą glikoproteiną, zbudowane (w zależności od gatunku) z 500 do 50 000 lub nawet 60 000 pojedynczych, ułożonych jednowarstwowo, komórek połączonych ze sobą plazmodesmami. Poszczególne jednokomórkowe osobniki mają jednak ograniczoną autonomię wewnątrz cenobium i wykazują pewną specjalizację (dzielą się na komórki somatyczne oraz gonidia).
W cenobiach rozmnażających się bezpłciowo gonidia tworzą małe „kule potomne” wewnątrz kolonii macierzystych. Cenobia te mogą jednak rozmnażać się także płciowo. Wówczas, zamiast gonidiów, rozwijają one komórki jajowe oraz ruchliwe plemniki. W wyniku zapłodnienia powstaje otorbiona zygota, która opuszcza kolonię macierzystą po jej obumarciu. Takie zygoty rozwijają się zwykle późnym latem i stanowią zimowe przetrwalniki.